# Schlattermantel

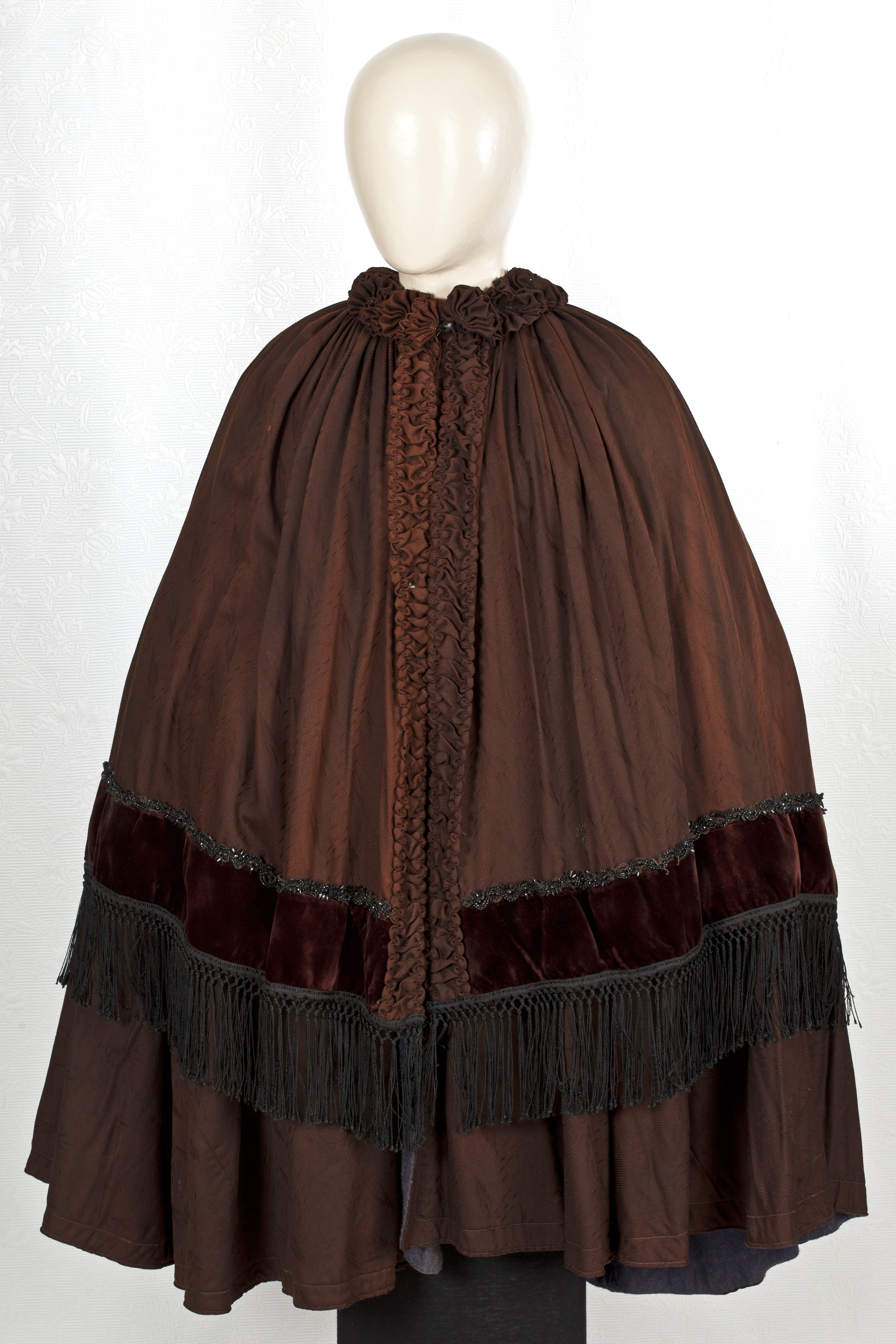
Mit Haken und Öse am Hals geschlossener, aus Leinen und Woll-Jacquard genähter Schlattermantel mit Halskrause und gekräuselter Abschlussleiste, appliziert mit braunen Samtband, Pailletten und Fransen, gefüttert mit blauem, angerauhtem Leinen;
um 1900; Heimatmuseum Obernfeld

Ein Schlattermantel ist ein aus zwei Umhängen bestehendes historisches Kleidungsstück für Frauen, das ähnlich einer Pelerine über den Schultern getragen wurde. Dabei ist der äußere Überhang, die Schlatter, etwas kürzer als der innere.
Die von Schneiderinnen in der Zeit von etwa 1880 bis um 1930 hergestellten und zum Teil im eigenen Haushalt in Handarbeit genähten und beispielsweise mit Litze verzierten Mäntel wurden von älteren Frauen im südöstlichen Niedersachsen gelegenen Eichsfeld und insbesondere in der bei Göttingen gelegenen Ortschaft Obernfeld bis lange nach dem Zweiten Weltkrieg getragen.
Das Kleidungsstück zählte – ähnlich wie die Fangsche – zum Sonntagsstaat und wurde bevorzugt zum Kirchgang angelegt.
Das Heimatmuseum Obernfeld hält in seiner Sammlung Historische Kleidung und Trachten mehrere Schlattermäntel für Interessierte vor.